# Itaú de Minas
Itaú de Minas est une municipalité brésilienne localisée au centre de l'État du Minas Gerais. Sa population en 2010 était de 14 950 personnes vivant sur une superficie totale de 154 km2. La ville appartient à la région du Sud et Sud-Ouest du Minas et à la microrégion de Passos.  Elle est devenue une municipalité en 1987.

## Localisation
Le centre de la ville Itaú de Minas est à une altitude de 735 m à courte distance à l'ouest du centre régional Passos.  Les municipalités voisines sont:  Passos (N et E),  Fortaleza de Minas (S), Pratápolis (SO), et Cássia (O).
Distances
- Belo Horizonte: 356 km
- Cássia: 31 km
- Passos: 21 km
- São João do Paraíso: 34 km[4],[5]

## Activités économiques
Services, industrie et agriculture sont les principales activités. 
La ville possède une usine pour la fabrication de ciment: CCPI - Companhia de Cimento Portland Itaú.  L'économie en 2005 représentait environ 226 millions de reais, dont 56 millions reais provenant de taxes, 76 millions reais de services, 89 millions reais de l'industrie, et 4 millions reais de l'agriculture. 
Dans le secteur industriel, il y avait 110 petites industries employant 994 travailleurs (en 2005).  Il y avait aussi 89 producteurs ruraux sur un territoire de 9 000 hectares.  Environ 220 personnes travaillaient dans l'agriculture.  Les principales récoltes sont le café, les haricots et le maïs.  On comptait 7 000 têtes de bétail, dont 2 000 comme vaches laitières (en 2006).
On dénombre 4 banques (en 2007).  La flotte de véhicules était de 2 900 automobiles, 230 camions, 210 "pickups", 30 bus, et 600 motos (en 2007).

## Santé et éducation
On compte 8 cliniques et 1 hôpital avec 44 lits (en 2005).  
Les besoins de 2 300  élèves sont satisfaits.
En 2000 le revenu mensuel par habitant était de R$264.00, sous le revenu de l'État R$276.00 et sous la moyenne nationale de R$297.00. Poços de Caldas avait le plus important revenu mensuel par habitant avec R$435.00.  Le plus faible Setubinha était de R$73.00.

## Maires
| Période | Période | Identité              | Étiquette | Qualité |
| ------- | ------- | --------------------- | --------- | ------- |
| 2009    | 2012    | Jorge Lopes de Morais | PSDB      |         |